# 波柠豆蟹
波柠豆蟹（学名：Pinnotheres boninensis）为豆蟹科豆蟹属的动物。分布于日本以及中国大陆的海南岛等地，生活环境为海水，常与牡蛎和贻贝共栖。